# Alppila
Alppila (Finsk-svensk: Alphyddan) er et kvarter i Helsingfors. Det er placeret nord for bycentrummet, mellem Kallio og Pasila, og danner sammen med Harju distriktet Alppiharju. Alppila har et indbyggertal på 4.244 (pr. 2005) og et samlet areal på 0,60 km².